# Cleveland Live!
Cleveland Live! («Кливленд в прямом эфире») — вторая серия второго сезона американского мультсериала «Шоу Кливленда». Премьерный показ состоялся 3 октября 2010 года на канале FOX.

## Сюжет
Кливленд и Донна отправляют Кливленда-младшего и Ралло к Роберту, а сами собираются отметить свою первую годовщину свадьбы дома. Голос из-за кадра заявляет, что Кливленд — толстый.
В дом Ро́берта Таббса стучат, тот уверен, что это пришли по его душу, и поэтому показывает Кливленду-младшему свой секретный склад оружия, и тот стреляет за кадр, думая, что оно не настоящее. Роберт с мальчиками находит укрытие в доме Тима, где соблазняет его жену, Арианну.
Кливленд с Донной пытаются провести романтический вечер вдвоём, но внезапно появляется Робе́рта, которая жалуется на то, что её роль удалили из эпизода. По этому поводу она пьяна, и избивает Кливленда, который хочет убрать её со сцены. Также прибывает Тим, который говорит, что «застукал» Ро́берта со своей женой.
Вскоре появляется мужчина в парике и одежде Роберты, который(-ая) заявляет, что «она очень сожалеет о произошедшем, и отправляется к друзьям». После этого Кливленд и Донна отправляются к Арианне, которая всё ещё пышет страстью после секса с Робертом. Донна пытается образумить её и вернуть в лоно семьи, но безуспешно. Вернувшись, супруги заявляют Тиму, что тот должен сражаться за свою жену, так как она влюбилась в бывшего мужа Донны, и готова следовать за ним на край света.
Взрывом вышибается дверь, и погибает Джулия Робертсон — офицер полиции, следящая за поведением условно-досрочно освобождённого Ро́берта. На сцене также появляется пьяная Робе́рта, которая, прорвавшись сквозь заслон из съёмочной группы, читает свой монолог. Врачи борются за жизнь Джулии, а режиссёр объявляет, что у них заканчивается время, и тогда Кливленд торопливо «бежит» по сценарию: Тим и Арианна помирились, Роберт больше внимания уделяет детям, а его романтический ужин с Донной удался. Кливленд успевает как раз вовремя.
Съёмочная группа всего этого шоу торопливо прощается с трупом Джулии Робертсон, на сцене появляются персонажи, не участвовавшие в эпизоде, в том числе двое близнецов, играющие роль Ралло.

## Создание
Авторы сценария: Джонатан Грин и Гэйб Миллер
Режиссёр: Кен Вонг
Композитор:
Приглашённые знаменитости: Майк Джадж (в роли Хэнка Хилла из мультсериала «Царь горы»), Нэнси Картрайт (в роли Барта Симпсона из мультсериала «Симпсоны»), Эмили Дешанель

## Интересные факты